# San Vicente (wulkan)
San Vicente (Chichontepec, Las Chiches) – stratowulkan w środkowym Salwadorze, położony na południowy wschód od jeziora Ilopango. Wznosi się na wysokość 2182 m n.p.m. Jest drugim pod względem wysokości wulkanem kraju, po wulkanie Santa Ana. Na północ od wulkanu San Vicente znajduje się miasto San Vicente, a na południe – Zacatecoluca.
San Vicente nie był aktywny w czasach historycznych. Ostatnie erupcje miały miejsce na pewno przed 260 n.e., gdyż najmłodsze z potoków lawy z wulkanu San Vicente przykryte są osadami z erupcji wulkanu Ilopango w 260. Na północnych i zachodnich stokach wulkanu znajdują się liczne gorące źródła i fumarole.